# Thermosinus carboxydivorans
Il  Thermosinus carboxydivorans  è una specie di batterio appartenente alla famiglia delle Acidaminococcaceae.